# Aleksander Grad
Aleksander Grad (), né le 1er mai 1962 à Łosiniec, est un homme politique polonais, membre de la Plate-forme civique (PO). Il est ministre du Trésor d'État entre novembre 2007 et novembre 2011.

## Biographie

### Formation et activité professionnelle
Il obtient son diplôme de géodésie industrielle en 1987 à l'école des mines et de la métallurgie de Cracovie. Il commence à travailler l'année suivante pour diverses entreprises, en fournissant des services dans le domaine de la géodésie et de la cartographie, puis créé sa propre société en 1989. Il suspend son activité professionnelle en 1997, mais la reprend en 1999 en tant que consultant pour la Banque mondiale.

### Vie politique

#### Élu local, puis titulaire de postes gouvernementaux
En 1990, il est élu au conseil communal de Pleśna, dont il devient adjoint au maire. Il y siège quatre ans, puis est désigné en 1997 voïvode de la voïvodie de Tarnów, qui disparaît l'année suivante lors d'une importante réforme administrative. Il accède à l'administration ministérielle en 1999, pour y occuper le poste de secrétaire d'État au ministère de la Santé, chargé du Budget, des Finances et des Investissements, pendant un an.

#### Député à la Diète
Ancien membre du parti conservateur libéral Ruch Stu, puis du Parti conservateur-populaire (SKL), entre 1997 et 2001, il rejoint cette même année la Plate-forme civique (PO), sous les couleurs de laquelle il est élu député à la Diète polonaise aux élections législatives du 23 septembre 2001. Candidat dans la circonscription de Tarnów, il totalise 9 637 votes préférentiels et devient le seul député de la PO de ce territoire. Au cours de son premier mandat, il occupe la vice-présidence de la commission des Affaires européennes.
Il postule à un deuxième mandat au cours des élections législatives du 25 septembre 2005, où il recueille 13 680 suffrages de préférence, ce qui constitue le meilleur résultat de la circonscription, ce qui assure sa réélection. Il est alors désigné vice-président, puis président de la commission du Trésor d'État. Il est par ailleurs désigné le 13 janvier 2006 responsable de l'Agriculture et du Développement rural du « cabinet fantôme » de la PO, coordonné par Jan Rokita.
Lors des élections législatives anticipées du 21 octobre 2007, il engrange 29 842 voix préférentielles, son record personnel et de nouveau le meilleur résultat de la circonscription de Tarnów.

#### Ministre du Trésor
Le 16 novembre 2007, Aleksander Grad est nommé ministre du Trésor d'État dans le premier gouvernement de coalition du libéral Donald Tusk. Réélu avec 23 671 votes préférentiels à l'occasion des élections législatives du 9 octobre 2011, il quitte le gouvernement le 18 novembre.
Il démissionne de son mandat parlementaire le 30 juin 2012 et rejoint le secteur privé.